# サン・ミゲルの要塞都市とヘスス・ナサレノ・デ・アトトニルコの聖地
サン・ミゲルの要塞都市とヘスス・ナサレノ・デ・アトトニルコの聖地（サン・ミゲルのようさいとしとヘスス・ナサレノ・デ・アトトニルコのせいち）は、メキシコのグアナフアト州に残るUNESCOの世界遺産リスト登録物件である。18世紀のバロック建築から新古典主義建築へと移行する時期のヨーロッパとラテンアメリカの文化交流、そしてそこから生まれたメキシカン・バロックの精華をよく伝える2つの物件、すなわちサン・ミゲル・デ・アジェンデの町並みと、「メキシコのシスティーナ礼拝堂」の異名を持つアトトニルコのキリスト教建造物群が対象となっている。

## 構成資産
この世界遺産は、「サン・ミゲルの要塞都市」(Protective town of San Miguel, ID1274-001) と「ヘスス・ナサレノ・デ・アトトニルコの聖地」(Sanctuary of Jesús Nazareno de Atotonilco, ID1274-002) から成り立っている。

### サン・ミゲルの要塞都市

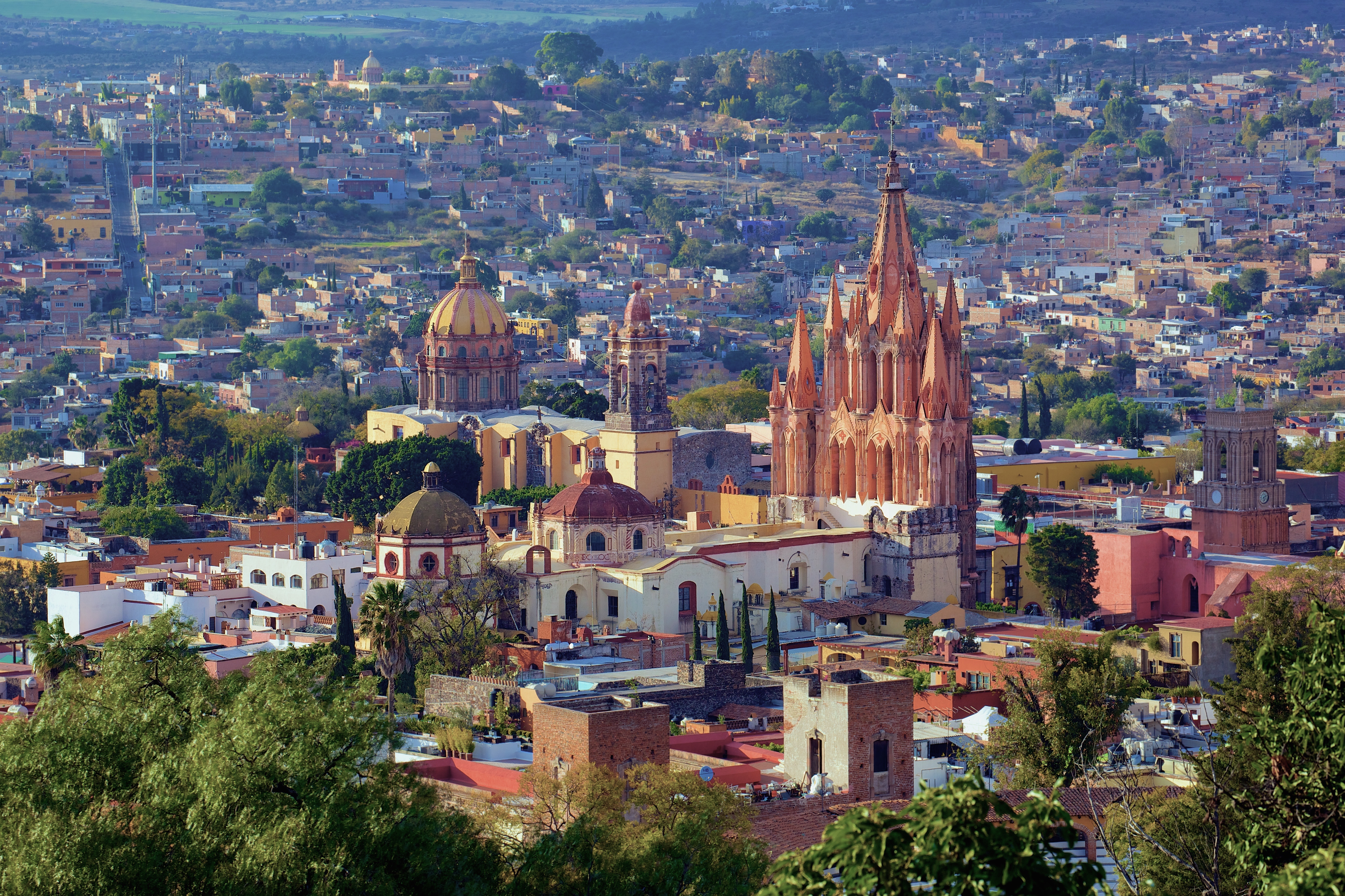
サン・ミゲル・デ・アジェンデ

サン・ミゲルの要塞都市は、グアナフアト州のサン・ミゲル・デ・アジェンデの歴史地区である。世界遺産としての登録面積は 43.26 ha、周囲に設定された緩衝地帯の面積は 40.05 ha である。
かつてはサン・ミゲル・エル・グランデなどと呼ばれていた。当初の町の名前は建設者である神父フアン・デ・サン・ミゲルに由来しており、1826年にこの町出身のイグナシオ・アジェンデにあやかって改名された。 
16世紀初頭のスペイン人到達前には、イスクイナパン（Izcuinapan, 犬たちの場所の意）と呼ばれた土地に、先住民たちの集落があった。その先住民集落の近傍に小さな礼拝堂が建ったところから、フアン・デ・サン・ミゲルによる集落建設が始まった。彼はその町を大天使ミカエルに捧げることを決意したが、スペイン人の到達と入植は地元民を刺激した。チチメカ人たちはその地域のスペイン人旅行者を襲撃し、1551年にはグアマレ人 (Guamare) たちが集落自体も襲った。このことと、それに続いた水の供給に関する問題が、当初の集落を放棄し、移住することを招いた。
集落は1555年にフアン・デ・サン・ミゲルの後継者ベルナルド・コッシン (Bernardo Cossin) および地元の指導者フェルナンド・デ・タピアによって公式に再建され、伝道施設として、また軍事的前哨基地として機能した。新しい町はかつての町の北西に築かれ、2つの泉に恵まれており、より防衛にも適していた。2つの泉は1970年代まで、町の水の全需要を賄うことができていた。
16世紀半ばまでに、サカテカスで銀が発見され、そことメキシコシティをつなぐ幹線道路はサン・ミゲルを通るものであった。隊商を狙う先住民の襲撃は続いており、サン・ミゲルは軍事的にも商業的にも重要な位置を占めた。そうした襲撃やスペインの支配に対する反乱を鎮圧するため、メキシコシティの副王はこの地への定住を促そうと数多くのスペイン人たちに土地や家畜を与えた。その町の立地が、町をスペイン人と先住民、のちにはクリオーリョも混じる坩堝にし、文化交流を促した。
やがて、幹線道路群はサカテカスだけでなく、サン・ルイス・ポトシやグアナフアト州のほかの鉱山と町をつないだ。旅行者や鉱山集落の必需品を供給することで、町は豊かになった。また、繊維工業が特筆されるべき工業となり、地元の人々はセラーペを発案したのはこの町だと主張している。
18世紀半ばまでに町は栄華を極め、大邸宅、宮殿、宗教建造物群のほとんどが建てられた。それらの建物の大半は現存している。町は地域の富裕な大規模農園の経営者たちが暮らす場でもあった。その当時のサン・ミゲルは、人口3万人に達する、ヌエバ・エスパーニャでも重要性と繁栄ぶりの面で屈指の都市となっていたのである。ちなみに18世紀半ばのボストンは16,000人、ニューヨークは25,000人だった。町の絶頂期はバロック建築から新古典主義建築への移行期にあたっており、邸宅や教会の多くが影響力を持っていた。

### ヘスス・ナサレノ・デ・アトトニルコの聖地
詳細はアトトニルコの聖地を参照。
ヘスス・ナサレノ・デ・アトトニルコの聖地ないし単にアトトニルコの聖地 (Santuario de Atotonilco) は、神父ルイス・フェリペ・ネリ・デ・アルファロによって18世紀に建てられた教会建造物群である。彼はサン・ミゲルの町でこの建設を計画したが、伝説によれば、イバラの冠を戴きつつ十字架を運ぶキリストの幻像に呼ばれたという。「ヘスス・ナサレノ・デ・アトトニルコ」は「アトトニルコのナザレのイエス」の意味である。世界遺産としての登録面積は 0.75 ha、周囲に設定された緩衝地帯の面積は 4.4 ha である。
建造物群の主たる特色は、身廊や礼拝堂を飾る豊かなメキシカン・バロックの壁面装飾である。その大部分は、30年以上を費やしたアントニオ・マルティネス・デ・ポカサングレ (Antonio Martinez de Pocasangre) の作品であり、この教会建造物群が「メキシコのシスティーナ礼拝堂」の異名をとる理由になっている。
立地しているのは、人口597人（2005年）という小さな田舎の地方自治体であるアトトニルコで、今日、正式にサントゥアリオ・デ・アトトニルコ (Santuario de Atotonilco) という名で知られている。アトトニルコは、サン・ミゲル・デ・アジェンデから14 km離れており、周囲に広がるのはアザミ、キンゴウカン、メスキートなどがまばらに生える乾燥した草原ないし砂漠である。その景観はエルサレムとも比較され、そのことが信者たちに聖地との結びつきを想起させた。
建造物群は巡礼地になっている。対抗宗教改革を念頭に置いて建てられたため、建物や装飾にはイグナチオ・デ・ロヨラの教えが反映されている。イグナチオ・デ・ロヨラの実践に従った悔い改めの場としての聖地の役割は、ネリ神父に導かれ、参加した25人とともに1765年に始まった。聖地は、鞭打ちや断食を通じた肉体的苦行を含むイグナチオ・デ・ロヨラの精神的修養のための場としてはメキシコでも主要なもののひとつとなっている。毎週、5000人かそれ以上を受け入れることがある。
1812年以降、毎年、『セニョール・デ・ラ・コルムナ』(Señor de la Columna) と呼ばれる、柱に縛り付けられ打ち据えられるイエスの像がアトトニルコとサン・ミゲル・デ・アジェンデを行き来している。1812年にサン・ミゲルで伝染病が流行ったときに求められたことがきっかけとなって始まった行事で、今日では毎年、聖週間に先立つ土曜日にサン・ミゲルへと運ばれ、木曜日の夜にアトトニルコに返却される。こうした行事の存在と継続性は、サン・ミゲルとアトトニルコを一つの世界遺産として推薦する上での、両資産の結びつきを示す一例とされた。

## 登録経緯
この物件が世界遺産の暫定リストに記載されたのは2006年9月22日のことであった。そのわずか4日後、同年9月26日には世界遺産センターへの正式な推薦が行われた。これに対し、世界遺産委員会の諮問機関である国際記念物遺跡会議 (ICOMOS) は「登録」を勧告し、2008年の第32回世界遺産委員会で正式に登録された。メキシコは2002年以来、毎年1件ずつ世界遺産を増やしてきたが、この年の委員会では同時に推薦されていたオオカバマダラ生物圏保護区も登録され、メキシコの世界遺産は計29件となった。
2010年の第34回世界遺産委員会で新規に登録されたカミノ・レアル・デ・ティエラ・アデントロは、60件の構成資産で成り立っているが、そこには既存の世界遺産5件も重複で含まれた。「サン・ミゲルの要塞都市とヘスス・ナサレノ・デ・アトトニルコの聖地」もそのひとつである (ID1351-015)。

### 登録名
世界遺産としての正式登録名は、Protective town of San Miguel and the Sanctuary of Jesús Nazareno de Atotonilco （英語）、Ville protégée de San Miguel et sanctuaire de Jésus Nazareno de Atotonilco （フランス語）である。その日本語訳は資料によって以下のような違いがある。
- サン・ミゲルの要塞都市とヘスス・デ・ナサレノ・デ・アトトニルコの聖地 - 日本ユネスコ協会連盟[21][22]
- サン・ミゲルの保護都市とアトトニルコのナザレ・キリストの聖地 - 世界遺産アカデミー[23]
- サン・ミゲルの保護都市とアトトニルコのナザレのイエス聖域 - 古田陽久・古田真美[24]
- サン・ミゲルの保護都市とアトトニルコのナザレのイエスの聖域 - 正井泰夫[25]
- 防御都市サン・ミゲルとアトトニルコのヘスス・デ・ナサレノ聖域 - 谷治正孝[26]

なお、ICOMOSの勧告書の時点では、きちんと上記の名称で記載されていた。しかし、登録当初のプレスリリース等には Protective town of San Miguel and the Sanctuary of Jesús de Nazareno de Atotonilco （下線は引用者）と記載されていた。上記の日本語名には、この当初の表記が反映されているものがいくつかある。

## 登録基準
この世界遺産は世界遺産登録基準のうち、以下の条件を満たし、登録された（以下の基準は世界遺産センター公表の登録基準からの翻訳、引用である）。
- (2) ある期間を通じてまたはある文化圏において、建築、技術、記念碑的芸術、都市計画、景観デザインの発展に関し、人類の価値の重要な交流を示すもの。
  - 世界遺産委員会はこの基準の適用理由について、「サン・ミゲル・デ・アジェンデは、人類の諸価値の交流の傑出した例証である。その位置と機能から、街はスペイン人、クレオール、アメリカ先住民たちが文化的影響を取り交わす坩堝となり、有形・無形の遺産に反映されたものもある。ヘスス・ナサレノ・デ・アトトニルコの聖地は、ヨーロッパとラテンアメリカの文化的交流の傑出した例証を成している。建築物の配置や内部の装飾は、聖イグナチオ・デ・ロヨラの教義をこの特定地域の文脈で解釈し、受け入れたことを伝えている」[29]と説明した。

- (4) 人類の歴史上重要な時代を例証する建築様式、建築物群、技術の集積または景観の優れた例。
  - 世界遺産委員会は、こちらの基準の適用理由については、「サン・ミゲル・デ・アジェンデは16世紀の都市計画を土台として、異なる建築的潮流・様式を統合したことの傑出した例証である。聖俗両方の建築は、均質な都市景観によく集約した異なる諸様式の進化を示している。その都市の邸宅群は、ラテンアメリカの中規模都市としては大きく、豪華である。また、アトトニルコの聖地は特殊な宗教施設の顕著な例証であり、そこに含まれる内装がそれをメキシカン・バロックの傑作にしている」[30]と説明した。